# Setanodosa kanalua
Setanodosa kanalua är en urinsektsart som beskrevs av Christiansen och Bellinger 1992. Setanodosa kanalua ingår i släktet Setanodosa och familjen Brachystomellidae. Inga underarter finns listade i Catalogue of Life.